# Krefelder Fußballclub Uerdingen 05
El Krefelder Fußballclub Uerdingen 05 o més simplement KFC Uerdingen 05, també conegut com a Bayer 05 Uerdingen, és un club esportiu alemany de la ciutat de Krefeld, Rin del Nord-Westfàlia. Uerdingen és el nom d'un districte de la ciutat.

## Història
El club es fundà el 17 de novembre de 1905 amb el nom de FC Uerdingen 05. El 1953 es fusionà amb el Werkssportgruppe Bayer AG Uerdingen, l'equip de treballadors de l'empresa Bayer AG esdevenint FC Bayer 05 Uerdingen. L'empresa retirà el seu patrocini el 1995 i el club adoptà el nom de KFC Uerdingen 05. Bayer continua donant suport als departaments no futbolístics amb el nom de SC Bayer 05 Uerdingen.

## Futbolistes destacats
- Oliver Bierhoff
- Manfred Burgsmüller
- Stéphane Chapuisat
- Bernd Dreher
- Holger Fach
- Friedhelm Funkel
- Matthias Herget
- Stefan Kuntz
- Brian Laudrup
- Erik Meijer
- Stephan Paßlack
- Robert Prytz
- Franz Raschid
- Wolfgang Rolff
- Jaime Rodríguez
- Ludgar van de Loo
- Werner Vollack
- Marcel Witeczek
- Chris Tadrosse
- Michael Klein

## Palmarès
- Copa alemanya de futbol:  1985